# Assemblea generale del Nevada
L’Assemblea generale del Nevada è, insieme al Senato, una delle due camere della Legislatura del Nevada. Essa si riunisce nel Campidoglio dello Stato del Nevada.
La Camera è composta da 42 membri, eletti ogni due anni.
Dopo le elezioni di metà mandato del 2018, essa è divenuta la prima assemblea legislativa di uno Stato ad avere una maggioranza di donne elette.